# Borja Mayoral
Borja Mayoral Moya, né le 5 avril 1997 à Parla (Communauté de Madrid, Espagne), est un footballeur espagnol qui évolue au poste d’attaquant au Getafe CF.

## Biographie

### Débuts
Né à Parla, Madrid, Mayoral a rejoint la formation des jeunes du Real Madrid en 2007, après avoir débuté dans le club de sa ville natale AD Parla. En 2014, il a été inclus dans l' équipe Juvenil A de ce dernier.

### Real Madrid
Durant la saison 2015-2016 il a joué l'UEFA Youth League avec l'équipe jeune du Real Madrid et a également marqué sept buts dans cette compétition, dont un triplé lors d'une victoire 6-0 en phase de groupes contre le PFC Ludogorets Razgrad et le but de l'équipe dans leur 1–1 match nul avec le FC Porto Juniors dans les 16 derniers matchs, étant leur seul joueur à convertir son opportunité lors de leur sortie de tirs au but.
Le 18 janvier 2015, Mayoral a fait ses débuts senior pour la réserve, remplaçant Álvaro Jiménez à la 74e minute lors d'une victoire 1-0 en Segunda División B contre Getafe CF B. En remplacement à la mi-temps de Cristian Benavente le 25 En avril, il a marqué son premier but pour l'équipe lors d'un match nul 2-2 avec le Sestao River Club à l'Estadio Alfredo Di Stéfano.
Quatre jours plus tard, après avoir marqué 43 buts pour différentes équipes au cours de la saison, Mayoral était un remplaçant inutilisé dans la victoire 3-0 de l'équipe principale en Liga contre UD Almería. Le 4 mai, il a marqué deux fois dans une victoire 3-1 contre le Celta de Vigo en quart de finale de la División de Honor Juvenil, et treize jours plus tard, il a conclu sa saison de réserve en marquant le seul but de la victoire de Castilla sur CD Toledo. Il a été expulsé le 27 juin à l'issue de la défaite 2-1 face au Rayo Vallecano en finale de la Copa del Rey Juvenil 2015 à l'Estadio Alfonso Murube de Ceuta, pour avoir attaqué un adversaire.
Le 22 août 2015, Mayoral a ouvert la saison 2015-16 avec un doublé dans un routage à domicile 5-1 de CD Ebro. Le 31 octobre, il a finalement fait ses débuts en équipe première, remplaçant Toni Kroos dans les dernières minutes d'un succès 3-1 à domicile contre l'UD Las Palmas. De retour dans la réserve, le 16 janvier suivant, il a marqué son premier triplé senior dans une défaite 4-0 à domicile du CF Rayo Majadahonda.
Le 2 mars 2016, en raison d'une blessure de Karim Benzema, l'entraîneur Zinédine Zidane donne à Mayoral sa première titularisation pour le Real Madrid contre Levante UD; il marque un but contre-son-camp par le gardien Diego Mariño dans une victoire 3-1 à l'Estadi Ciutat de València. Lors de la dernière journée de la saison des réservistes, il marque un doublé lors d'une victoire 6-1 contre La Roda CF, remportant le groupe aux dépens du Barakaldo CF.
Fin 2016, Mayoral retourne au Real Madrid après une saison passée en prêt à Wolfsburg. Si l'attaquant espagnol n'a pas eu le temps de jeu dont il avait besoin dans le club allemand, Zidane compterait sur lui pour combler le vide laissé par Álvaro Morata.

### VfL Wolfsburg
Le 22 juillet 2016, Mayoral a été prêté à l'équipe de Bundesliga VfL Wolfsburg pour la saison à venir. Un prêt payant de 3 millions euros environ.
Mayoral a souligné son don inné du but en sortant de son équipe de l'impasse lors de la finale du Championnat d'Europe U-19 de l'UEFA 2015 contre la Russie permettant alors à l'l'Espagne de remporter le trophée pour la septième fois. Après avoir terminé le tournoi en tant que meilleur buteur, il est depuis devenu un double international U-21 avec un premier but contre la Géorgie qui fait désormais partie de sa collection croissante de frappes.
La prochaine étape à l'ordre du jour de Mayoral est une avancée majeure au niveau du club. Étant donné que Wolfsburg a investi tant de temps et d'énergie pour l'amener au club, il pourrait bien trouver ce qu'il cherche à la Volkswagen Arena. Il y a aussi une lacune sur le marché pour un attaquant de son type, après que l'équipe de Dieter Hecking ait perdu quelque 25 buts de son total de Bundesliga 2014/15 la saison dernière. Avec le passage de Raul à Schalke pour l'inspiration, Mayoral pourrait bien être l'homme pour rallumer le feu des buts des Wolves.
Il a fait ses débuts le 20 août au premier tour de la DFB-Pokal, remplaçant le buteur Bas Dost pour les sept dernières minutes d'une victoire 2-1 au FSV Francfort. Le 16 octobre, il a disputé son premier match de championnat pour les Wolves , entrant à la 77e minute à la place de Luiz Gustavo lors d'une défaite 0-1 à domicile contre le RB Leipzig, et a marqué son premier but le 3 décembre pour ouvrir un 3-2 à domicile. défaite contre Hertha BSC.
Auteur de deux buts en 19 matches de Bundesliga avec Wolfsburg, le jeune attaquant espagnol Borja Mayoral (20 ans), prêté par le Real Madrid, ne poursuivra pas sa carrière avec le club allemand, qui disposait d'une option pour une année supplémentaire. International U21, Mayoral n'a été titularisé qu'à trois reprises.

### Levante UD
Le 6 juillet 2018 le Real Madrid prêt Borja Mayoral à Levante UD pour la saison à venir, le jeune attaquant du Real Madrid n'a pas réussi à se faire une place dans l'effectif sur Real, martelé par une concurrence féroce qui n'a pas de pitié. Si son nom est cité du côté d'Alavés, du Betis Séville ou même du Napoli, c'est finalement levante qui obtient le jeune joueur de la 'Maison Blanche'. L'attaquant espagnol savait qu'il disposerait d'un temps de jeu moindre après l'arrivée de Mariano Díaz à la 'Maison Blanche'. Levante en a donc profité pour s'adjoindre les services de Mayoral sous forme de prêt. Les dirigeants du club madrilène ont préféré l'offre du club 'granota' à toutes celles qui figuraient sur leur table. C'est le deuxième prêt de Mayoral depuis son arrivée chez les 'Merengues'. Car l'attaquant avait déjà quitté Madrid à destination de Wolfsbourg lors de la saison 2016-17, marquant deux buts durant les 21 rencontres qu'il a jouées. Mayoral est l'un des grands espoirs du club 'merengue'. Il finit la saison par des statistiques remarquables, 3 buts en 29 rencontres en Liga, c'est ce qui même poussait les dirigeants Granotes pour le faire revenir sous forme de prêt pour la saison 2019-2020.
Borja Mayoral est un acteur incontournable du projet de Paco López ces deux dernières années. En fait, il a disputé 69 matchs au cours de ses deux saisons en prêt et a marqué 14 buts (cinq en 2018-19 et 9 dans celui qui vient de se terminer). Suffisamment de chiffres pour comprendre qu'il était un joueur reconnaissable par Paco López dans son schéma de jeu. Il a rempli le rôle qui lui a été assigné à tout moment.
L'attaquant est prêté par le Real Madrid depuis deux ans et s'est parfaitement adapté à l'idiosyncrasie de l'entité Granota au point de se retrouver de mieux en mieux dans l'entité. Mais la saison est terminée et il doit retourner au club madrilène pour voir ce qu'ils décident avec lui. La vérité est que le tournage de Primera a été fait à Levante et qu'il se battra malgré le fait qu'il y ait des concurrents pour reprendre ses services.
Levante est intéressé à le garder dans leurs rangs mais ils devront souffrir pour l'avoir pris. L'année dernière, il a attendu tranquillement pendant la période estivale du marché malgré les chants d'équipes comme la Real Sociedad, mais à la fin, il a emmené le joueur pour une autre année en prêt.

### AS Rome
Le 2 octobre 2020, l'AS Rome officialise l'arrivée de Mayoral sous forme de prêt de deux saisons par le club espagnol. Le club romain paiera 1 million d'euros ce prêt, et pourra activer l'option d'achat du joueur à la fin de ce dernier, à l'été 2022. 
L'attaquant espagnol n'a pas eu le temps de se poser au Real Madrid cette saison, après un prêt à Levante l'an passé, qu'il file déjà en Italie. La saison dernière, Mayoral a inscrit 9 buts en 36 matchs avec Levante. En ce début de saison, le buteur a joué 22 minutes avec le Real Madrid, sur deux rencontres de Liga. 

### Getafe CF
Le 13 janvier 2022, la Roma le prête au Getafe CF, club de la banlieue madrilène qui se bat pour le maintien en Liga, pour le reste de la saison, en compagnie de son coéquipier Gonzalo Villar.
Son transfert à Getafe est définitif le 1er août 2022.

### Carrière internationale
Mayoral a marqué dans chacun des trois matches de qualification de l'Espagne pour le Championnat d'Europe des moins de 19 ans 2015 : deux dans une déroute 5-0 de la Turquie et d'autres buts lors de victoires sur son rival le Portugal et la Géorgie hôte. Lors de la finale en Grèce, il a terminé meilleur buteur avec trois buts, dont un lors de la victoire finale 2-0 contre la Russie alors que l'Espagne scellait un septième titre dans la catégorie et faisait l'équipe du tournoi.
Le 7 octobre 2015, Mayoral a fait ses débuts dans l'équipe des moins de 21 ans lors d'un match de qualification à l'extérieur en Géorgie pour le Championnat d'Europe 2017; il a remplacé Samu Castillejo avec une heure jouée, et neuf minutes plus tard, il a converti l'aide de Saúl Ñíguez en une victoire de retour de 5–2.

### Style de jeu
L'écrivain d'ESPN, Rob Train, avait prédit en août 2015 que Mayoral pourrait devenir le nouveau Raúl, un autre attaquant produit à l'académie du Real Madrid. Richard Martin d'UEFA.com a décrit Mayoral comme "un charognard sans vergogne". Zinedine Zidane a également félicité Mayoral, lorsqu'il a déclaré que "Mayoral est un attaquant qui marque à chaque fois qu'il a un tir".

## Palmarès
| - Ligue des champions (2) : - Vainqueur : 2015-16 et 2017-18. - Supercoupe de l'UEFA (1) : - Vainqueur : 2017. - Finaliste : 2018. |  | - Supercoupe d'Espagne (1) : - Vainqueur : 2017. - Coupe du monde des clubs de la FIFA (1) : - Vainqueur : 2017. |
| AS Rome - Ligue Europa Conférence (1) : - Vainqueur : 2022.                                                                        |  | |

| Espagne -19 ans - Euro 19 ans (1) : - Vainqueur : 2015. - Meilleur buteur : 2015 (3 buts). |  | Espagne espoirs - Euro espoirs (1) : - Vainqueur : 2019. - Finaliste : 2017. |